# Alexander Schalck-Golodkowski
Alexander Schalck-Golodkowski (Berlino, 3 luglio 1932 – Monaco di Baviera, 21 giugno 2015) è stato un politico tedesco orientale, direttore del Dipartimento principale ("Hauptverwaltungsleiter") presso il Ministero del Commercio estero e del commercio interno tedesco (1956-1962), viceministro del commercio estero (1967-1975) e capo del Kommerzielle Koordinierung della RDT (KoKo, 1966-1986).

## Biografia
È nato a Berlino da padre apolide di etnia russa e adottato dagli Schalck quando aveva otto anni. Suo padre biologico prestò servizio come ufficiale zarista nella prima guerra mondiale e divenne capo della scuola di interprete di lingua russa della Wehrmacht nella seconda guerra mondiale; non tornò dalla prigionia sovietica. Suo nonno materno ha lavorato per Stinnes a San Pietroburgo.
Schalck-Golodkowsky si unì alla Libera Gioventù Tedesca nel 1951 e al Partito Socialista Unificato di Germania (Sozialistische Einheitspartei Deutschlands, SED) nel 1995.
Nel 1966 fu nominato capo del KoKo (a quel tempo un dipartimento del Ministero del commercio estero di recente formazione, dieci anni dopo sarebbe diventato formalmente un potente ente governativo indipendente a sé stante) e nel 1967 fu anche nominato ufficiale speciale del Ministero per la Sicurezza di Stato.
Nel 1983 ha condotto i negoziati con il leader bavarese Franz Josef Strauß per ottenere un prestito di miliardi di marchi tedeschi dal governo della Germania Ovest.
Fu nominato membro del comitato centrale del SED nel 1986 e, sospettato di aver abusato dei suoi poteri nel KoKo, fuggì a Berlino Ovest nel dicembre 1989. Fu brevemente imprigionato prima di stabilirsi in Baviera.
Le azioni del KoKo e di Schalck-Golodkowski come suo capo furono investigate dal 1991 con l'accusa di sospetto di attività di spionaggio, evasione fiscale, frode, violazione delle norme sull'embargo e offese alla legge militare alleata. Fu processato nel 1996 per aver infranto la legge degli Alleati e condannato a un anno di libertà vigilata; altre accuse furono ritirate a causa della sua cattiva salute: ebbe operazioni per rimuovere i tumori nel 1987 e nel 1997.

## Vita privata
Era stato sposato due volte. La prima moglie Margareta, (nata Becker; nata il 23 agosto 1932), sposata nel 1955, era una sarta. Due i figli. Divorziarono nel 1975.
Poco dopo, nel 1976, sposò la seconda moglie, Sigrid (nata Gutmann; nata il 28 ottobre 1940). Era la figlia dell'ex sindaco di Schwerin, Johanna Blecha (nata Kutzerra, divorziata Gutmann). Il suo patrigno, Kurt Blecha, era a capo dell'ufficio stampa del Consiglio dei ministri della RDT.